# Дин (ураган)

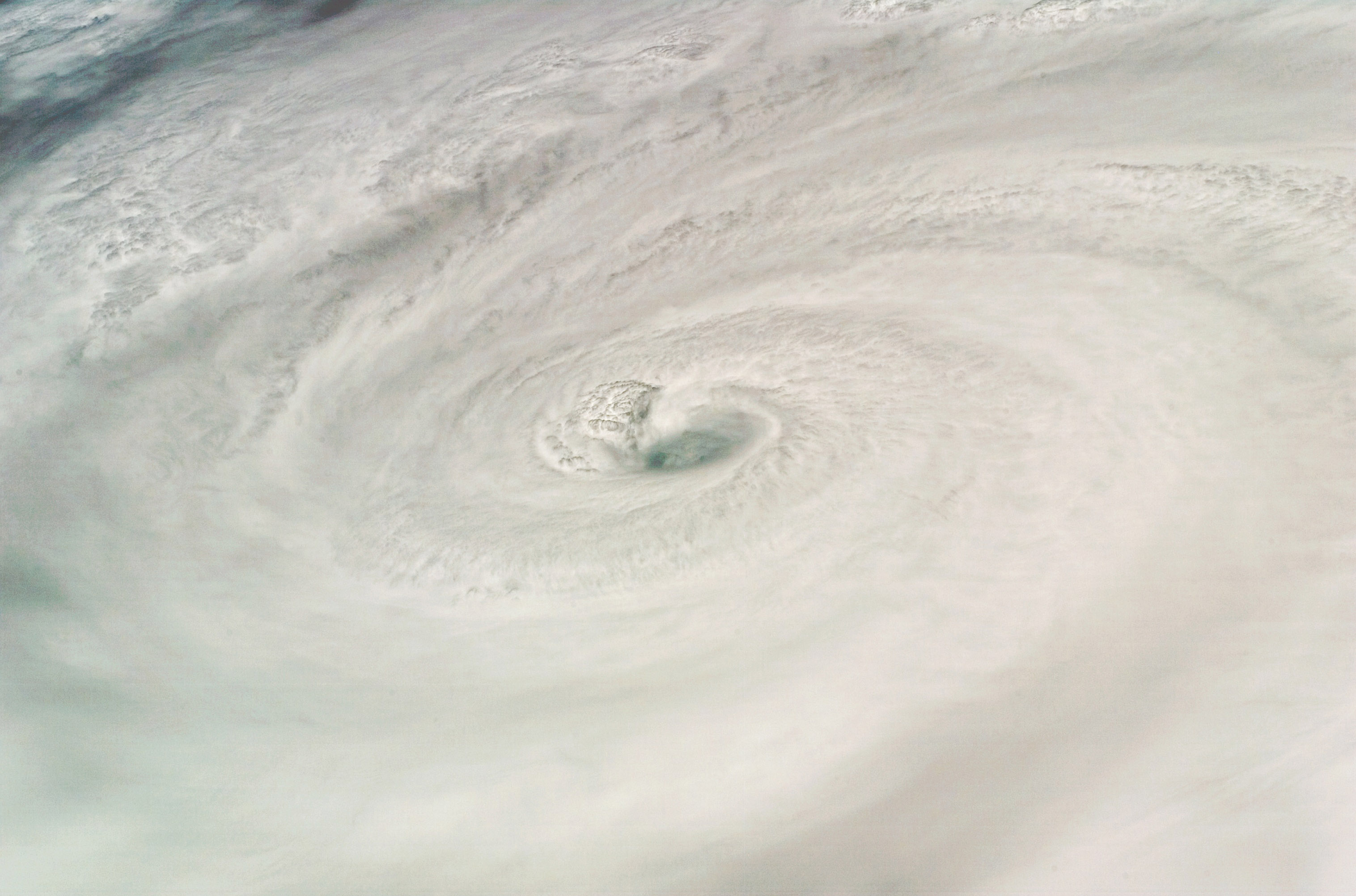
Ураган «Дин» на фотографии, снятой космонавтами на Международной космической станции

Ураган «Дин» — самый интенсивный тропический циклон сезона атлантических ураганов 2007 года с точки зрения атмосферного давления, и самый сильный по средней скорости ветра за 1 минуту вместе с ураганом Феликс. Дин является девятым по интенсивности ураганом, когда-либо зарегистрированным в Атлантическом бассейне, вместе с ураганом Митч 1998 года.
На 2007 год Дин стал седьмым по интенсивности и третьим среди атлантических ураганов по нанесённому урону за всю историю. Он достиг пятой категории по пятибалльной шкале Саффира — Симпсона — наивысшей категории опасности, при которой скорость ветра превышает 250 км/час. Согласно отчёту Национального центра США по слежению за ураганами, по приблизительным оценкам, жертвами урагана стали 32 человека: 14 погибших на Гаити, 12 — в Мексике, 3 — на Ямайке, 2 — в Доминике, 1 — в Сент-Люсии.
Согласно подсчётам американских экспертов, экономический урон от «Дина» для Малых Антильских островов и Ямайки составил не менее полутора миллиардов долларов.